# Дикусар Віра Олександрівна
Ві́ра Олекса́ндрівна Дикуса́р (Дікусар; нар. 23 березня 1940, Київ) — українська танцюристка і хореографка, Заслужена артистка УРСР (1973).

## Життєпис
1959 — закінчила хореографічну студію при будинку культури м. Бендери (клас Б. Решетникова).
1959—1961 — артистка балету в Дрогобицькому драматичному театрі, у виставах якого виконувала танці, зокрема в постановках «Маруся Богуславка» і «Циганка Аза» М. Старицького, «Морський вузол» В. Винникова і В. Крахта.
1961—1982 — солістка ансамблю танцю «Надзбручанка» Тернопільської філармонії.
1969—1970 — солістка ансамблю танцю Чернігівської філармонії.
1984—1985 — керівниця хореографічного молодіжного танцювального ансамблю Тернопільського педінституту.
Від 1985 — керівниця танцювального ансамблю Тернопілського ПТУ № 1.
Виступала на сценах Росії, Болгарії, Білорусі, країн Балтії.

## Партії
хореографічні картини
- Молода («Подільське весілля»)
- Подоляночка та Ляна (однойменні картини)
- Шинкарка («Гречаники»)

гумористичні танці-дуети
- Наталка («Полюбила Петруся»)
- Закохана («Ой за гаєм, гаєм»)
- Солоха («Закоханий дячок»)